# Xã Kill Creek, Quận Osborne, Kansas
Xã Kill Creek (tiếng Anh: Kill Creek Township) là một xã thuộc quận Osborne, tiểu bang Kansas, Hoa Kỳ. Năm 2010, dân số của xã này là 17 người.